# Nathaniel Brown (futbolista)
Nathaniel Brown (Amberg, Alemania, 16 de junio de 2003) es un futbolista alemán que juega de defensa en el Eintracht Fráncfort de la Bundesliga.

## Trayectoria
Es canterano del TSV Kümmersbruck y del SSV Jahn Ratisbona, antes de incorporarse a la cantera del 1. FC Núremberg en 2016. El 15 de junio de 2022 firmó su primer contrato profesional con el Núremberg. Comenzó su carrera con los reservas del Núremberg en 2022 en la Regionalliga Bayern. El 10 de marzo de 2023, debutó con el primer equipo del Núremberg en una victoria por 2-0 en la 2. Bundesliga contra el Eintracht Brunswick como suplente de última hora. El 27 de junio de 2023 amplió su contrato profesional con el Núremberg.
El 3 de enero de 2024 firmó un contrato de cinco años y medio con el Eintracht Fráncfort y regresó cedido al Núremberg por el resto de la temporada.

## Selección nacional
Nació en Alemania, de padre estadounidense y madre alemana. Es internacional juvenil con Alemania, con la que ha jugado en la selección sub-21 de Alemania.

## Estadísticas

### Clubes
Actualizado al último partido disputado el 17 de mayo de 2025.
| Club                             | Div.          | Temporada     | Liga  | Liga  | Liga   | Copas nacionales | Copas nacionales | Copas nacionales | Copas internacionales | Copas internacionales | Copas internacionales | Total | Total | Total  |
| Club                             | Div.          | Temporada     | Part. | Goles | Asist. | Part.            | Goles            | Asist.           | Part.                 | Goles                 | Asist.                | Part. | Goles | Asist. |
| -------------------------------- | ------------- | ------------- | ----- | ----- | ------ | ---------------- | ---------------- | ---------------- | --------------------- | --------------------- | --------------------- | ----- | ----- | ------ |
| 1. F. C. Nuremberg II · Alemania | 4.ª           | 2021-22       | 7     | 0     | 0      | —                | —                | —                | —                     | —                     | —                     | 7     | 0     | 0      |
| 1. F. C. Nuremberg II · Alemania | 4.ª           | 2022-23       | 20    | 1     | 0      | —                | —                | —                | —                     | —                     | —                     | 20    | 1     | 0      |
| 1. F. C. Nuremberg II · Alemania | Total club    | Total club    | 27    | 1     | 0      | 0                | 0                | 0                | 0                     | 0                     | 0                     | 27    | 1     | 0      |
| 1. F. C. Núremberg · Alemania    | 2.ª           | 2022-23       | 11    | 1     | 1      | 0                | 0                | 0                | —                     | —                     | —                     | 11    | 1     | 1      |
| 1. F. C. Núremberg · Alemania    | 2.ª           | 2023-24       | 29    | 0     | 5      | 3                | 0                | 1                | —                     | —                     | —                     | 32    | 0     | 6      |
| 1. F. C. Núremberg · Alemania    | Total club    | Total club    | 40    | 1     | 6      | 3                | 0                | 1                | 0                     | 0                     | 0                     | 43    | 1     | 7      |
| Eintracht Fráncfort · Alemania   | 1.ª           | 2024-25       | 26    | 3     | 6      | 3                | 0                | 0                | 4                     | 0                     | 0                     | 33    | 3     | 6      |
| Eintracht Fráncfort · Alemania   | Total club    | Total club    | 26    | 3     | 6      | 3                | 0                | 0                | 4                     | 0                     | 0                     | 33    | 3     | 6      |
| Total carrera                    | Total carrera | Total carrera | 93    | 5     | 12     | 6                | 0                | 1                | 4                     | 0                     | 0                     | 103   | 5     | 13     |